# Brüttenerfussweg
Der Brüttenerfussweg, auch Brüttemer Fussweg genannt, ist heute ein Fussweg in Winterthur im Schweizer Kanton Zürich, der von Töss über Dättnau nach Brütten führt. Historisch ist er ein mittelalterlicher Marktweg, der das Brüttener Hochplateau mit Winterthur verband und ab dem 19. Jahrhundert bis nach Birchwil bei Bassersdorf führte. Der Weg ist aufgrund seiner Bedeutung im Inventar historischer Verkehrswege der Schweiz als Verkehrsweg von nationaler Bedeutung aufgeführt (ZH 13.1).

## Verlauf
Der heute Brüttemer Fussweg genannte Weg beginnt an der Auenrainstrasse und führt als 1,5–2 Meter breiter geschotterter Wanderweg den Ebnet hinauf. Der Weg überschneidet dabei einen 6 Meter tiefen Erosionsgraben, der der alten Wegführung des Fusswegs entsprochen haben dürfte. Bei Neubruch kommt der Weg aus dem Wald heraus und erreicht gleichzeitig mit 505 m ü. M. seinen ersten Kulminationspunkt.
Von dort führt der Weg dann quer durch das Wohnquartier, wobei er auf einer kleinen Strecke von der Julie-Bikle-Strasse unterbrochen ist. Auf dem Weg hinunter zur vorläufigen Talsohle führt der Weg vor der Dättnauerstrasse eine gepflasterte Treppe hinunter. An der Dättnauerstrasse befindet sich die Bushaltestelle «Brüttenerfussweg», die nach dem Weg benannt ist, jedoch nur an den Wochenenden vom Nachtbus N1 bedient wird, da dann der Bus nicht die übliche Schleife durch das Quartier fährt. Bei der Brücke über den Dättnauerbach erreicht der Weg auf 475 m ü. M. die Talsohle.
Nach der Brücke führt der Weg wieder bergauf, bis zum Waldrand neben dem Wingertenholzbach entlang und dabei am Spielfeld der Hornussergesellschaft Winterthur vorbei. Beim Dättnauerberg angelangt, verläuft der Brüttenerfussweg im Wald in einiger Distanz zum Wingertenholzbach, aber trotzdem in dessen Sichtweite. Auf der Wildkarte sieht man noch einen Verlauf näher am Bach. Bereits fast auf dem Brüttemer Plateau und kurz vor dem Stichweg zum Burgstall der Burg Buch erreicht der Weg auf einer Höhe von 592 m ü. M. schliesslich die Gemeindegrenze zu Brütten.
In Brütten selbst heisst der anschliessende Weg nicht mehr Brüttemer Fussweg, sondern auf seiner restlichen Strecke bis zum Dorf Rebweg.
Weitere Wegstücke, die allenfalls einem jüngeren historischen Verlauf des Brüttemer Fusswegs weiter nach Birchwil folgten, sind wohl im Verlauf der Rietgasse westlich von Brütten sowie bei einem Fussweg zu suchen, der von Birchwil her östlich der Burgstelle Obere Heidenburg und danach dem Waldrand entlang verläuft.

## Geschichte

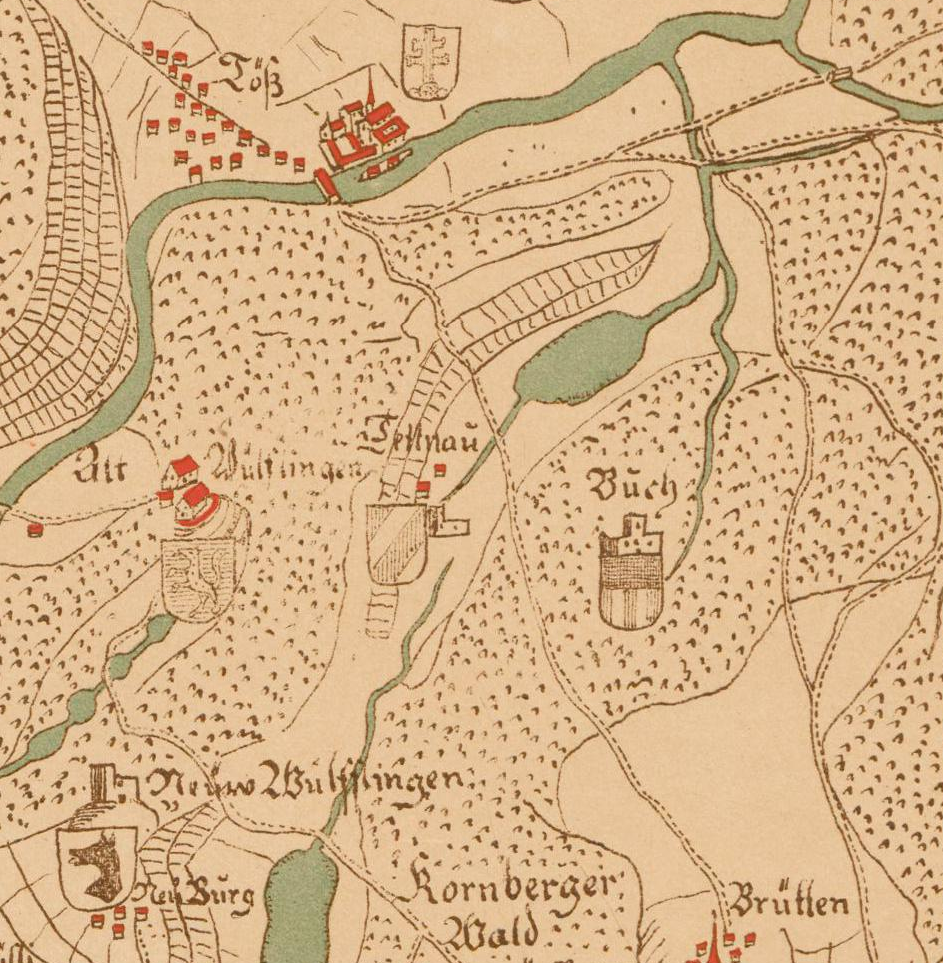
Der Brüttemer Fussweg auf der Karte von Gyger

Der Fussweg begann ursprünglich bei der mittelalterlichen Brücke über die Töss. Historisch gut belegt ist dabei der Teilabschnitt des Wegs über das Dättnau und Brütten nach Breite. Der Weg erfüllte eine Funktion als Marktweg vom Brüttemer Hochplateau nach Winterthur und diente wohl gleichzeitig auch als Abkürzung für Fussgänger zur Landstrasse, die damals über die Steig führte.
Der Weg wird in der Öffnung von Töss von 1536 erwähnt. Damals bestand für Bauern auf dem Weg ein eingeschränktes Fahr- und Viehtrieberecht. Das Beschreiten des Wegs war demnach nur mit eingespanntem oder aufgezäuhmtem Vieh erlaubt und lediglich Schweine durften frei über den Fussweg getrieben werden. Ab 1556 wurde einer Gruppe von Bauern im Neubruch auf 10,5 Jucharten Rebbau betrieben, das Trotthaus kam beim Brüttemer Fussweg zu stehen.
Auf der Winterthurer Quartierkarte und Kantonskarte von Hans Conrad Gyger von 1660 und 1667 zweigt der Weg bei Breite von der Landstrasse ab und verläuft im Dättnauerberg westlich der Burg Buch, während der heutige Verlauf östlich des Burgstalls ist. Auch auf einer französischen Militärkarte von 1799 endet der Weg noch in Breite, erst auf der Wildkarte von 1843, wo der Fussweg als Saum- oder Fussweg geführt wird, findet sich erstmals – wie in anderen Karten des 19. Jahrhunderts – die Wegvariante, die von Breite bis Bassersdorf führte.
Die frühere Landstrasse (siehe Steigstrasse), die südöstlich über Steighof, Brüttener Steig und die Brücke beim Kloster Töss verlief, ist ebenfalls im Inventar der historischen Verkehrswege (ZH 13.3). Die Fahrstrasse aus dem späten 18. Jahrhundert ersetzte andere Hohlwege im steilen Gelände, die seit dem Mittelalter als Landstrasse zwischen Zürich und Winterthur genutzt wurden.